# Гернсі

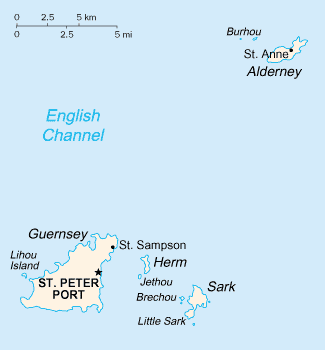
Склад коронного володіння Гернсі

Ге́рнсі (англ. Guernsey, фр. Guernesey, лат. Sarnia) — це володіння британської корони в Англійському каналі біля берегів Нормандії. Як бейлівік, Гернсі охоплює не лише всі десять округів на острові Гернсі, а й острови Олдерні, Сарк, Каскетс, Герм та ін. Бейлівік не є частиною Великої Британії, але, за його змістом, це володіння британської корони (британської монархії). 
Хоча Гернсі оточене з усіх боків Європейським Союзом, воно не входить до складу Європейського союзу.
Гернсі є частиною Нормандських островів.

## Історія
У 933 році Нормандські острови увійшли до складу Нормандської корони. У 1066 армія герцога Нормандського вторглася в Сассекс, і герцог став королем Англії Вільгельмом I. Його Нормандське герцогство, включаючи Нормандські острови, стало об'єднаним королівством Англії і Нормандії. Через 138 років король Іоанн Безземельний втратив велику частину Нормандського герцогства, але Гернсі та інші Нормандські острови залишилися під англійським управлінням. Саме тоді острів розвинув власну систему правління й інститути парламентаризму; нині — це територія з самостійним управлінням.

## Галерея

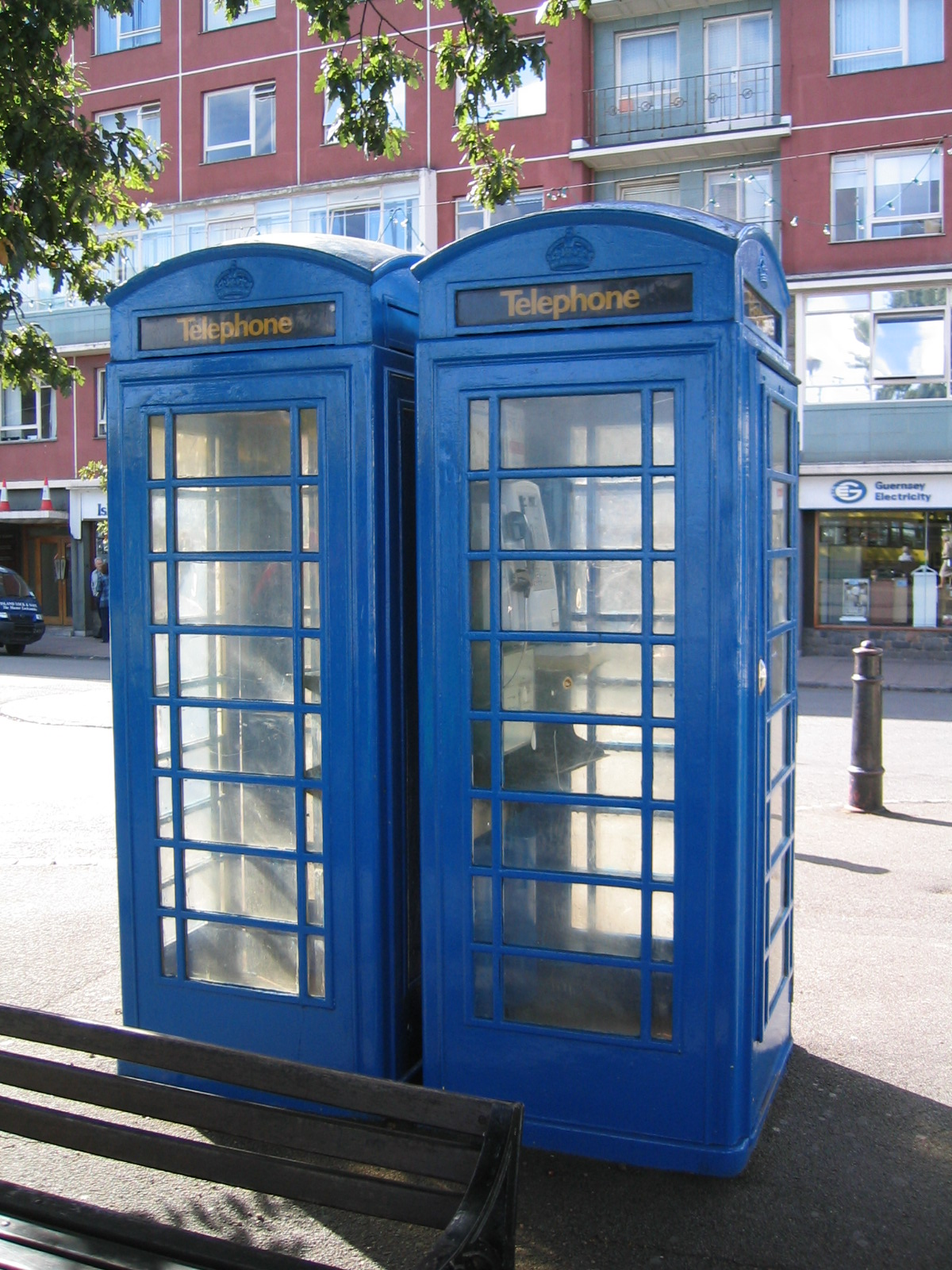
Телефон
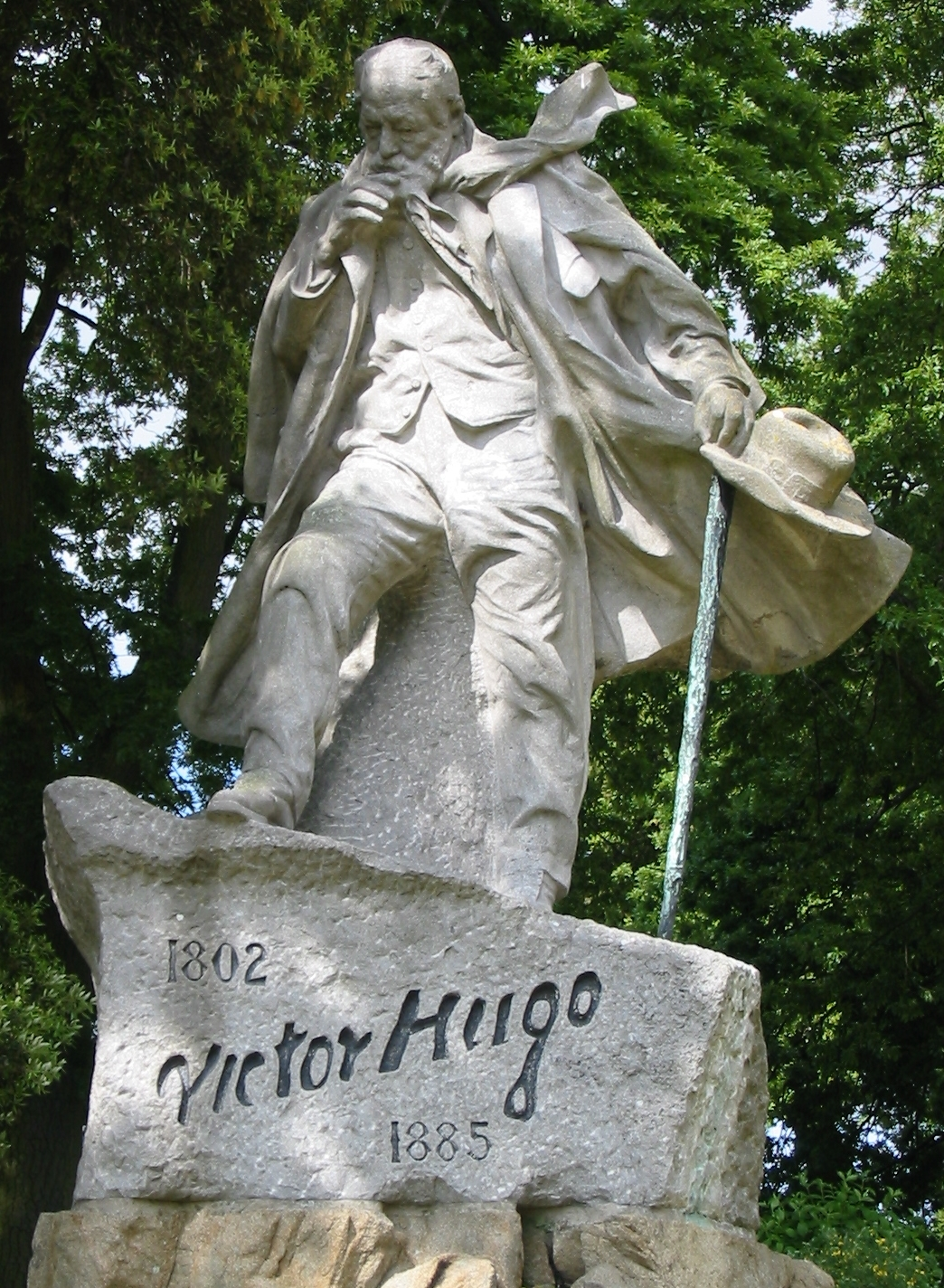
Пам'ятник Віктору Гюго на острові
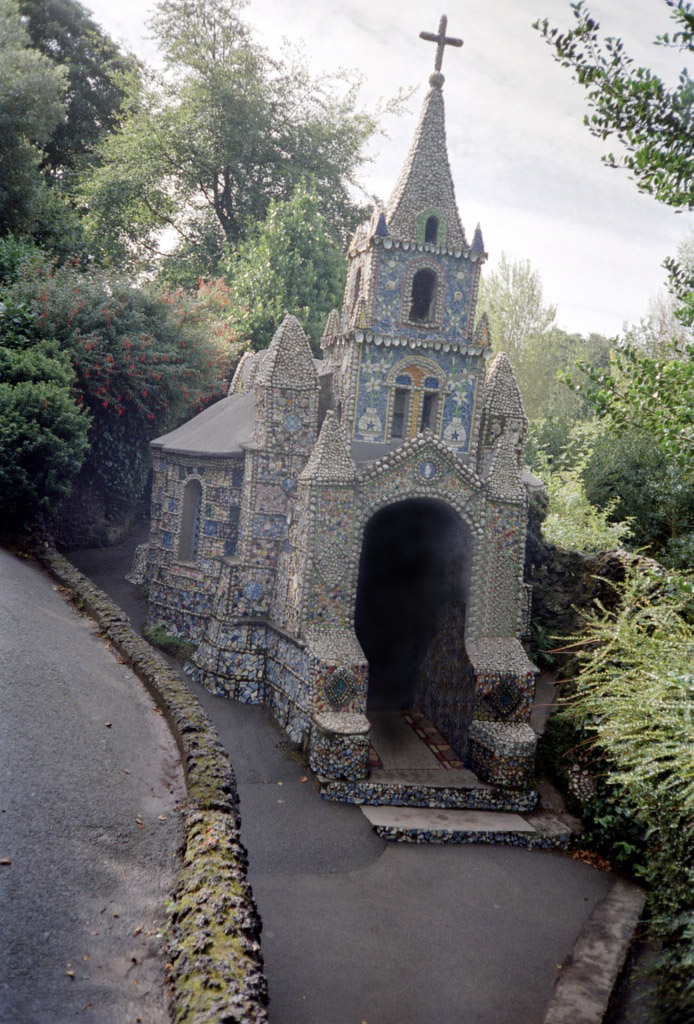
Невелика капличка Les Vauxbelets, Гернсі